# Sarah Haider
Pour les articles homonymes, voir Haider.
Sarah Haider, née le 27 mars 1991 à Karachi (Sind), est une femme de lettres, conférencière, militante politique et féministe américano-pakistanaise.
Elle a cofondé l'Association des ex-musulmans d'Amérique du Nord (EXMNA), qui cherche à normaliser la dissidence religieuse et à aider les anciens musulmans à quitter la religion en les reliant à des réseaux de soutien. Depuis, elle est directrice du développement pour EXMNA.

## Biographie
Sarah Haider est née à Karachi, au Pakistan, dans une famille musulmane chiite pratiquante. Sa famille a déménagé aux États-Unis alors qu'elle avait sept ans et elle a été élevée à Houston, au Texas. Elle était une fervente musulmane lorsqu'elle était enfant.
Elle est devenue athée à l'âge de 16 ans. Elle pense avoir eu la chance d'avoir un père relativement libéral qui ne l'aurait peut-être pas laissée porter un short ou avoir un petit ami, mais qui lui a permis de lire tous les livres qu'elle souhaitait, y compris ceux qui critiquaient l'islam, et de quitter le foyer familial et d'aller à l'université. Son cheminement dans le questionnement religieux a commencé quand ses amis athées au lycée ont commencé à avoir des débats avec elle. Une de ses amies imprimait d'« horribles » versets du Coran et les lui remettait sans autre commentaire. Elle s'est efforcée de prouver que ses amis athées avaient tort et a commencé à étudier le Coran afin de comprendre le contexte de ces versets. Cependant, elle a déclaré que parfois le contexte était pire et qu'elle est lentement devenue athée.
Depuis, son père est devenu athée également. Haider a décrit son parcours vers l'athéisme avec son père au Reason Rally, en 2016, comme une longue série de débats s'étalant sur une décennie. Cependant, ce n'est que lorsque son père a découvert des groupes Facebook d'autres athées pakistanais ayant des membres actifs de son âge, qu'il se sentit prêt à quitter l'islam. Elle conseille maintenant aux ex-musulmans de trouver des pairs laïcs au sein de leur famille afin d'être prêt à quitter la religion.
Après avoir terminé ses études, elle a déménagé à Washington et s'est impliquée dans des groupes de défense des droits sans but lucratif. Cet engagement l'a incitée à lancer plus tard son propre groupe de défense des droits sans but lucratif. Elle vit toujours actuellement à Washington.

## Activité militante
En 2013, Haider et Muhammad Syed ont co-fondé Ex-Muslims of North America (en) (EXMNA), une organisation de défense des droits et une communauté en ligne qui vise à « normaliser » la dissidence religieuse et à aider à créer des communautés locales de soutien à ceux qui ont quitté l'Islam. L'organisation était d'abord basée à Washington et à Toronto, mais elle est maintenant active dans plus de 25 sites aux États-Unis et au Canada.
EXMNA pense que les communautés musulmanes rejettent souvent les accusés d'apostasie ainsi que leurs familles, et que la peur de l'excommunication et de la violence rend dangereux le fait que des ex-musulmans emprisonnés soient exposés s'ils sont considérés comme des incroyants. C’est la raison pour laquelle EXMNA estime qu’il est très important de normaliser la dissidence au sein des communautés religieuses et a créé un réseau de soutien social pour ceux qui ont choisi de quitter l’islam,. « Les apostats islamiques vivent avec un niveau de menace qui influence chaque aspect de la vie ». EXMNA a un long processus de filtrage pour assurer la sécurité des membres d’EXMNA.
En 2015, elle a prononcé un discours intitulé « L'islam et la nécessité d'une critique libérale » lors de la 74e conférence annuelle de l'American Humanist Association à Denver, au Colorado, qui a été largement visionné sur YouTube. Au cours d'un entretien avec Dave Rubin, elle a expliqué son enthousiasme en déclarant « c'était comme si toute ma vie m'avait conduit à ce discours ». Cependant, elle a dit qu'elle était nerveuse au moment de prononcer ce discours, estimant que le sujet de l'Islam et de la dissidence était « sensible », mais elle s'est réjouie de la qualité de réception du discours. Haider, qui se présente elle-même comme libérale, est découragée parce qu'elle considère être l'objet d'une attitude hostile de la part de ses collègues libéraux. Elle a déclaré que les femmes qui quittent l'islam « font souvent face à l'ostracisme, aux coups, aux harcèlements et aux menaces de leur famille et de leur communauté, qu'elles sont forcées de rentrer dans leur pays d'origine pour les libérer de l'influence occidentale et qu'elles sont mariées de force ». Elle se sent rejetée par la gauche, après avoir été qualifiée d’ islamophobe et s'être fait dire que « critiquer l’islam équivaut à du racisme ». Cela rend précaire la position des athées ex-musulmans, car, selon Haider, « la droite politique n’est pas notre amie. Nous n'avons pas d'alliés du côté [religieux] en raison de notre athéisme ».
En 2017, Haider a décidé d'emmener EXMNA en tournée aux États-Unis et au Canada pour parler dans les campus universitaires tout au long de l'année universitaire 2017-2018 et y aborder différents sujets touchant les musulmans et les ex-musulmans.